# بلریو ۹
بلریو ۹ (به انگلیسی: Blériot_IX) یک هواگرد ملخ‌پیشین تک‌موتوره از نوع اثبات‌گر فناوری ساخت شرکت لویی بلریو است. در مجموع، تعداد ۱ فروند از این هواگرد ساخته شده‌است.